# 烏皮九芎新離子節蜱
烏皮九芎新離子節蜱（学名：Neoleipothrix virgatus）为節蜱科新離子節蜱屬下的一个种。